# Namur River 174A
Namur River 174A är ett reservat i Kanada.   Det ligger i provinsen Alberta, i den centrala delen av landet, 2 800 km väster om huvudstaden Ottawa. Namur River 174A ligger vid sjön Gardiner Lakes.
I omgivningarna runt Namur River 174A växer i huvudsak blandskog. Trakten runt Namur River 174A är nära nog obefolkad, med mindre än två invånare per kvadratkilometer.